# Jadera hinnulea
Jadera hinnulea är en insektsart som beskrevs av Göllner-scheiding 1979. Jadera hinnulea ingår i släktet Jadera och familjen smalkantskinnbaggar. Inga underarter finns listade i Catalogue of Life.